# Buddy (アルバム)
『buddy』（バディ）は、2002年8月21日にワーナーミュージック・ジャパン/DREAM MACHINEから発売された小柳ゆきの4枚目のオリジナル・アルバム。

## 解説
『my all..』から約1年3ヶ月振りのリリース。

## 収録曲
作詞：小柳ゆき（特記以外）
1. extreme
  - 作詞：小柳ゆき・樋口侑　作曲・編曲：TATOO
2. Reality
  - 作曲：原一博　編曲：斎藤仁
  - テレビ東京系「シカゴマラソン」テーマ・ソング
3. buddy
  - 作曲：笹本安詞・関戸鉄也　編曲：TATOO
4. 君がいた夏
  - 作詞：樋口侑　作曲：原一博　編曲：高木茂治
  - 25thシングル「ひまわり」C/Wに新アレンジ「～Back to the future tour 2010～ NEW MIX」として収録。
5. allure
  - 作曲・編曲：佐々木潤
6. HIT ON
  - 作曲・編曲：松原憲
  - 11thシングル
7. Endless -album version-
  - 作曲：杉浦篤　編曲：藤野将人
  - 12thシングルのアレンジ
8. I love you
  - 作曲：村上てつや　編曲：清水信之
9. Dance for me
  - 作曲・編曲：高木茂治
10. tear drop
  - 作曲：鈴木雄大　編曲：斎藤仁
11. Caution
  - 作曲：清水泰明　編曲：清水泰明・西垣哲二
12. remain〜心の鍵 -album version-
  - 作詞：小柳ゆき・Lightcha　作曲：清水泰明　編曲：西垣哲二　ストリングスアレンジ：弦一徹
  - 10thシングルのアレンジ
13. [Special Track] Game〜featuring 童子-T
  - 作詞：小柳ゆき・童子-T　作曲：小柳ゆき・Styx　編曲：Styx
14. [Bonus Track] Lean on me
  - 作詞・作曲：ビル・ウィザース　編曲：TATOO
  - 全編英語詞。